# L'Enfer (film, 1935)
Pour les articles homonymes, voir L'Enfer.
L'Enfer (Dante's Inferno) est un film américain réalisé par Harry Lachman, sorti en 1935 inspiré d'un poème La Divine Comédie de Dante Alighieri.

## Synopsis
Jim Carter est embauché dans un parc d'attraction qui reconstitue la vision de l'enfer de Dante dans la Divine Comédie...

## Fiche technique
- Titre : L'Enfer
- Titre original : Dante's Inferno
- Réalisation : Harry Lachman
- Scénario : Philip Klein et Robert Yost inspiré d'un poème La Divine Comédie de Dante Alighieri
- Production : Sol M. Wurtzel
- Société de production : Fox Film Corporation
- Musique : divers auteurs, dont Arthur Lange (non crédité)
- Directeur musical : Samuel Kaylin
- Photographie : Rudolph Maté
- Montage : Alfred DeGaetano
- Direction artistique : Duncan Cramer et David S. Hall
- Costumes : Royer et Sam Benson
- Pays d'origine : États-Unis
- Format : Noir et blanc - Mono (Western Electric Noiseless Recording)
- Genre : Drame
- Durée : 89 minutes
- Date de sortie : 
  - États-Unis : 23 août 1935

## Distribution
- Spencer Tracy : Jim Carter
- Claire Trevor : Betty McWade
- Henry B. Walthall : Pop McWade
- Alan Dinehart : Jonesy
- Scotty Beckett : Alexander Carter
- Robert Gleckler : Dean
- Rita Hayworth (sous le nom de Rita Cansino) : Une danseuse
- Gary Leon : Un danseur
- Willard Robertson : Inspecteur Harris
- Morgan Wallace : Capitaine Morgan
- Russell Hicks : L'avocat de l'accusation

Acteurs non crédités
- Astrid Allwyn
- Don Ameche
- Frank Austin : Photographe
- John George : Abdullah
- George Irving : Le juge
- Noble Johnson : Le diable
- Edward Pawley : Officier Clinton
- Frances Robinson : Visiteuse du parc
- Charles C. Wilson : Inspecteur de police
- Harry Woods : Officier en second Reynolds